# Eusiroides verrilli
Eusiroides verrilli är en kräftdjursart. Eusiroides verrilli ingår i släktet Eusiroides och familjen Eusiridae. Inga underarter finns listade i Catalogue of Life.